# Felisberto Inácio da Cunha
Felisberto Inácio da Cunha, primeiro e único barão de Correntes (Pelotas, 11 de novembro de 1824 — Pelotas, 19 de dezembro de 1896) foi um comerciante e político brasileiro.
Filho de José Inácio da Cunha e Zeferina Gonçalves da Cunha, foi enviado ainda criança para o Rio de Janeiro, para ser criado por seu tio, dono de um comércio. Casou duas vezes, a primeira com Maria Antônia Coelho, depois com Silvana Belchior Coelho; deixando sete filhos.
Anos depois, retorna à Pelotas, para estabelecer uma charqueada junto com um primo e cunhado. Mais tarde passa a administrar os negócios do avô materno, Antônio Ferreira da Bica.
Envolveu-se com a política desde cedo, entrando para o Partido Liberal. Foi vereador em Pelotas, deputado provincial e comandante da Guarda Nacional. Foi uma das figuras importantes que lutaram pelo abolicionismo, motivo pelo qual recebeu o título de barão de Correntes. Libertou todos seus escravos no primeiro semestre de 1884, em número de 200, que continuaram trabalhando para ele como operários livres.